# Trachelopachys tarma
Trachelopachys tarma is een spinnensoort uit de familie van de Trachelidae.
De wetenschappelijke naam van de soort werd in 1975 gepubliceerd door Norman Ira Platnick.